# Museu Bizantino e Cristão

Ícone de São Jorge.

O Museu Bizantino e Cristão é um museu de Atenas dedicado à preservação de um rico acervo de arte bizantina e cristã.
A criação do museu remonta a 1884, quando foi instituído pela Companhia de Arqueologia Cristã como um museu dedicado exclusivamente à arte paleocristã, sendo seu primeiro diretor Georgio Lampaki, que reuniu as primeiras peças em um local provisório. Mais tarde o acervo foi transferido sucessivamente para a Universidade Técnica, o Palácio Metropolitano e o Museu Nacional. A instituição foi finalmente criada de forma oficial em 1914, sendo constituído como um museu estatal. Nesta época seu diretor, Adamantios Adamantioi, transferiu a coleção para uma ala da Academia de Atenas e a ampliou com novos itens, passando a acolher não somente arte cristã mas também peças da história e arte nacionais.
Em 1923 foram fundidas a coleção da Companhia de Arqueologia Cristã e aquela até então reunida pelo museu, passando a ser organizada de forma sistemática e científica. Em 1926 um grande acréscimo de peças proveio de achados na Ásia Menor. Em 1930 adquiriu-se como sede a mansão conhecida como Villa Ilissia, erguida pelo arquiteto Stamatis Kleancis em 1848 como residência da Duquesa de Placência Sophie de Marbois.
Na década de 1960 seus espaços foram reorganizados e foi instalado um laboratório de conservação, e recentemente o prédio principal recebeu um anexo de 12 mil m² para acomodar a coleção crescente, que já chegava a 20 mil peças, incluindo esculturas, relevos, mosaicos, ícones, tecidos, miniaturas, murais, cerâmicas e manuscritos que datam desde o fim da Antiguidade até o século XIX, cuja exposição é complementada por um sistema audiovisual e informações impressas que auxiliam o visitante na apreciação e contextualização de cada obra.
Modernamente o complexo do museu compreende os prédios de exposição para as coleções permanentes e alas para exposições temporárias, laboratórios, biblioteca, restaurante, salas para eventos e programas educativos e um parque arqueológico, onde se mostram remanescentes do Liceu de Aristóteles e as tumbas paleocristãs de Atenas.